# Regierung Sehested

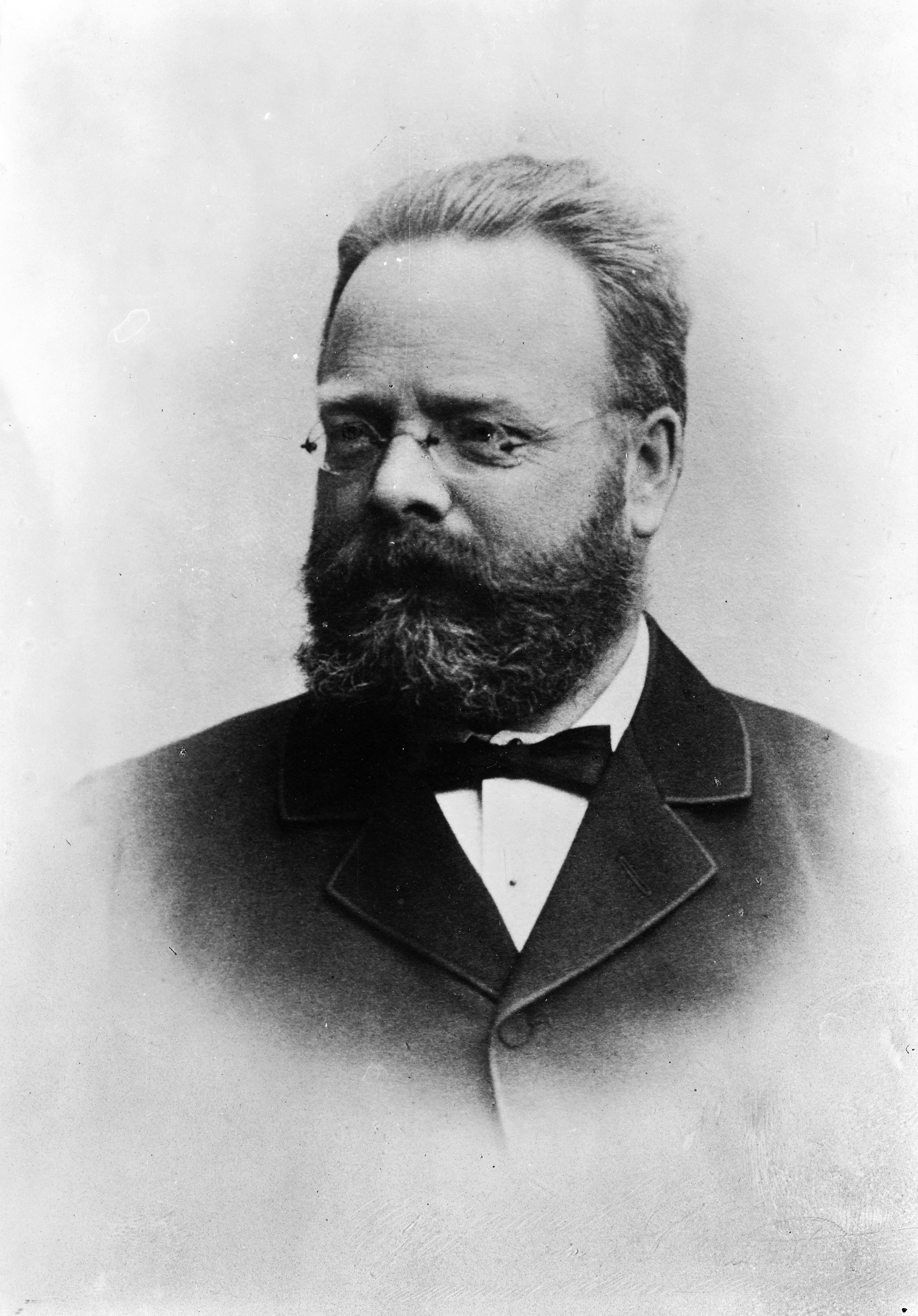
Hannibal Sehested

Die Regierung Sehested wurde in Dänemark am 27. April 1900 durch Hannibal Sehested von der Højre gebildet und löste die Regierung Hørring ab. Die Regierung Sehested befand sich bis zum 24. Juli 1901 im Amt und wurde dann durch die Regierung Deuntzer abgelöst.
Zuvor hatte Sehesteds Højre bei den Wahlen zum Folketing am 3. April 1901 acht ihrer 16 Sitze verloren hatte und es zur Einführung eines parlamentarischen Regierungssystems mit der Folge kam, dass der König keinen Ministerpräsidenten mehr gegen den informellen Willen des Parlaments berufen konnte.

## Ergebnisse der Wahlen zum Folketing vom 3. April 1901
| Det folkelige Venstre | 96.481          | 44,7         | 76           | +13          |              |              |
| Højre                 | 54.103          | 25,1         | 8            | −8           |              |              |
| Socialdemokraterne    | 38.398          | 17,8         | 14           | +2           |              |              |
| Det Moderate Venstre  | 26.993          | 12,5         | 16           | −7           |              |              |
| Wahlbeteiligung       | Wahlbeteiligung | 61,1 Prozent | 61,1 Prozent | 61,1 Prozent | 61,1 Prozent | 61,1 Prozent |

## Minister
| Ressort                             | Amtsinhaber                |
| ----------------------------------- | -------------------------- |
| Ministerpräsident Außenminister     | Hannibal Sehested          |
| Finanzminister                      | H. William Scharling       |
| Innenminister                       | Ludvig Bramsen             |
| Justizminister Minister für Island  | Carl Goos                  |
| Minister für Kirchen und Unterricht | J. J. K. Bjerre            |
| Kriegsminister                      | Gustav Schnack             |
| Marineminister                      | Christian Giørtz Middelboe |
| Minister für öffentliche Arbeiten   | Christian Juul-Rysensteen  |
| Landwirtschaftsminister             | Frederik Friis             |